# Bernard Tissier de Mallerais
Pour les articles homonymes, voir Tissier.
Bernard Tissier de Mallerais, né le 14 septembre 1945 à Sallanches (Haute-Savoie) et mort le 8 octobre 2024 à Sion (Suisse), est un prélat catholique français.
Appartenant à la mouvance traditionaliste, voire intégriste, il fait partie des premiers membres de la Fraternité sacerdotale Saint-Pie-X (FSSPX) pour laquelle il est sacré évêque le 30 juin 1988 par Marcel Lefebvre, sans l'autorisation pontificale nécessaire. En raison de l'illicéité de cette consécration, il est excommunié latæ sententiæ, en même temps que Bernard Fellay, Richard Williamson, Alfonso de Galarreta et leurs consécrateurs. Cette sanction est levée 20 ans plus tard, en janvier 2009, par le pape Benoît XVI.
Secrétaire général de la FSSPX de 1974 à 1979, puis de 1984 à 1996, Bernard Tissier de Mallerais est aussi le directeur du séminaire d'Écône de 1978 à 1983. Il est par ailleurs considéré comme « le théologien de la Fraternité » et comme le principal biographe de Marcel Lefebvre.

## Biographie

### Famille et jeunesse
Bernard Tissier de Mallerais est le deuxième d'une fratrie de quatre enfants. Il est par ailleurs l'arrière-arrière-arrière-petit-neveu de sainte Émilie de Rodat et le neveu par alliance du peintre Paul Berçot.
Après du scoutisme (RS) et des études universitaires, il entre au séminaire Saint-Pie-X à Fribourg en Suisse en octobre 1969. Il est ordonné prêtre le 29 juin 1975 à Écône par Marcel Lefebvre. Après avoir été successivement professeur, puis sous-directeur et directeur au séminaire d’Ecône, il assume la charge de secrétaire général de la Fraternité sacerdotale Saint-Pie-X, tout en exerçant un ministère sacerdotal à Colmar, de 1983 à 1988.

### Le sacre et l'excommunication
Après sa consécration épiscopale le 30 juin 1988 par Marcel Lefebvre, sans permission expresse du Pape, le cardinal Bernardin Gantin, préfet de la Sacrée congrégation pour les évêques, décrète le 1er juillet 1988 excommuniés Marcel Lefebvre lui-même, l'évêque coconsécrateur Antônio de Castro Mayer et les quatre nouveaux évêques dont Bernard Tissier de Mallerais.
Par décret de la congrégation pour les évêques du 21 janvier 2009 signé par le cardinal Giovanni Battista Re, préfet de la congrégation, l'excommunication qui frappait les quatre évêques consacrés par Marcel Lefebvre, Bernard Tissier de Mallerais, Bernard Fellay, Alfonso de Galarreta et Richard Williamson, est levée.
Cependant, le décret ajoutait : « On espère que ce pas sera suivi de la réalisation rapide de la pleine communion avec l'Église, de toute la Fraternité de Saint-Pie-X », signifiant que la fraternité sacerdotale Saint-Pie-X n'est pas encore considérée comme en pleine communion avec l'Église de Rome.

### Activités depuis 1988
En 1991, il devient le principal consécrateur de Licinio Rangel, afin de donner un successeur à Castro-Mayer à la tête de l'union Saint-Jean-Marie-Vianney. Il reste secrétaire général de la FSSPX jusqu’en 1996. Il est alors chargé de préparer Marcel Lefebvre : une vie, ce qui nécessite un long travail de recherche. Le livre paraît en librairie en 2002. Depuis 1991, il dirige la Commission canonique Saint-Charles-Borromée. Cette instance de la FSSPX se substitue aux tribunaux ecclésiastiques (tribunaux diocésains et rote romaine) en ce qui concerne les jugements en nullités et empêchements au mariage pour les fidèles de la fraternité, et les dispenses de vœux religieux pour les communautés de sœurs.
Bernard Tissier de Mallerais réside alors au séminaire d’Écône, avant de s'installer à Chicago en 2012, au prieuré de Notre-Dame Immaculée (Our Lady Immaculate Priory) dans le secteur de Dunning (Northwest Side). Il parle le français, l’anglais et l’allemand, et connaît l’espagnol.
En février 2009, Tissier de Mallerais a déclaré au journal italien La Stampa à propos de l’accord à venir avec l’Église catholique : « Nous ne changeons absolument pas nos positions, mais nous avons l’intention de convertir Rome, c’est-à-dire de conduire Rome à nos positions. »

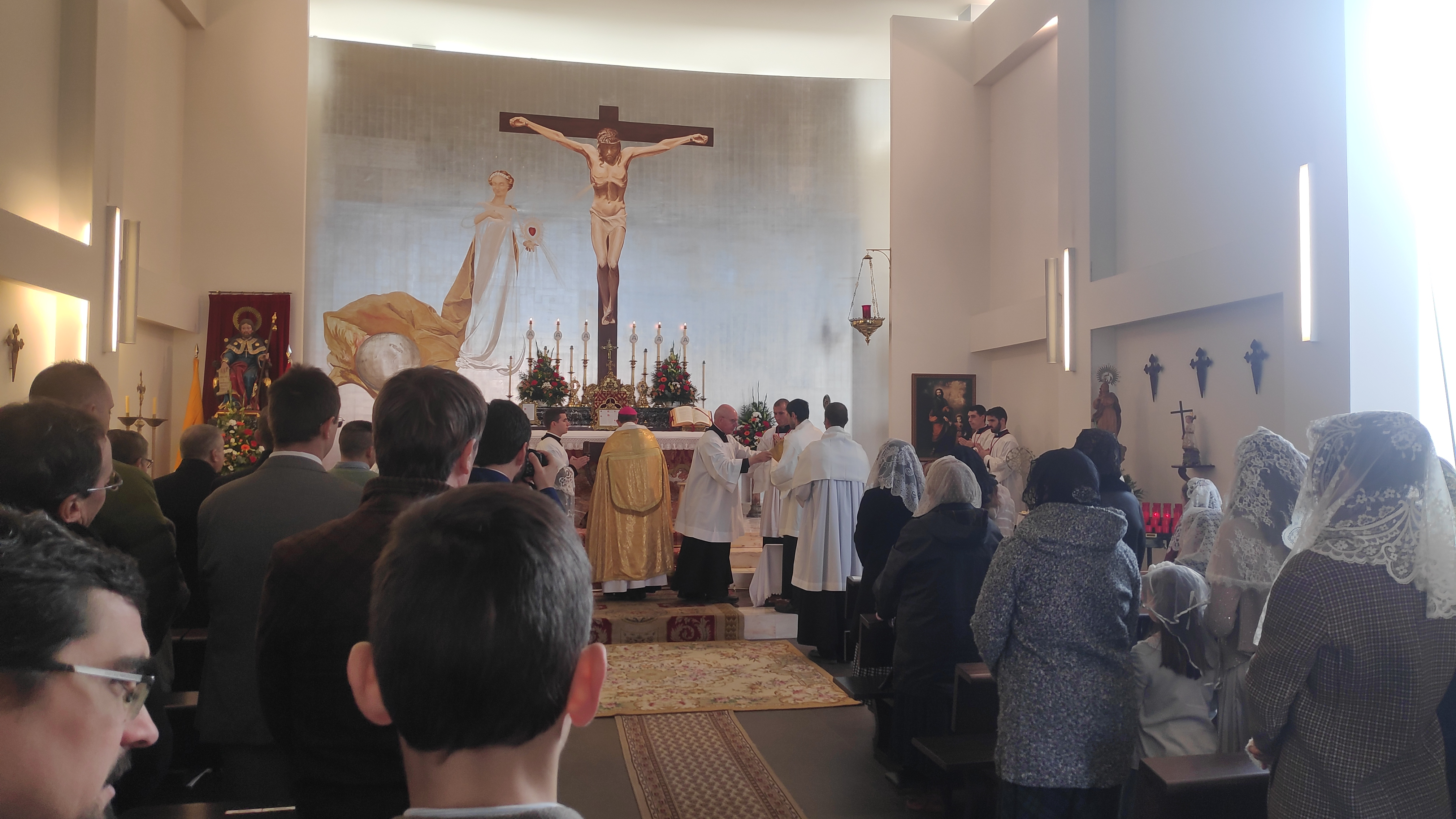
Bernard Tissier de Mallerais disant la messe à Madrid en 2023.

Entretemps, considéré comme le théologien de la Fraternité, il écrit L’Étrange Théologie de Benoît XVI, ouvrage publié en 2010 dans lequel il critique des positions et déclarations « étonnantes » de Benoît XVI vis-à-vis de la foi catholique.
Il meurt le 8 octobre 2024, après plusieurs jours dans le coma, des suites d'une chute dans les escaliers au séminaire Saint-Pie-X d'Écône le 28 septembre précédent,. Son décès pose alors la question du sacre de nouveaux évêques pour la Fraternité, qui ne dispose plus à cette date que de deux prélats,. Ses obsèques sont célébrées au matin du 18 octobre en l'église du Cœur Immaculé de Marie d'Écône, par Alfonso de Galarreta. Bernard Tissier de Mallerais est ensuite inhumé dans le caveau du séminaire Saint-Pie-X.

## Publications
- Marcel Lefebvre : une vie, Étampes, Éditions Clovis, 2002, 719 + 17 (illustrations) (ISBN 2-912642-82-5, présentation en ligne).
- L'Étrange Théologie de Benoît XVI, Avrillé, Éditions du Sel, 2012, 178 p. (ISBN 978-2-36143-024-5, présentation en ligne, lire en ligne).